# Aleosan
Aleosan is een gemeente in de Filipijnse provincie Cotabato op het eiland Mindanao. Bij de laatste census in 2007 had de gemeente bijna 33 duizend inwoners.

## Geografie

### Bestuurlijke indeling
Aleosan is onderverdeeld in de volgende 19 barangays:
| - Bagolibas - Cawilihan - Dualing - Dunguan - Katalicanan - Lawili - Lower Mingading - Luanan - Malapang - New Leon | - New Panay - Pagangan - Palacat - Pentil - San Mateo - Santa Cruz - Tapodoc - Tomado - Upper Mingading |

## Demografie
Aleosan had bij de census van 2007 een inwoneraantal van 32.874 mensen. Dit zijn 6.710 mensen (25,6%) meer dan bij de vorige census van 2000. De gemiddelde jaarlijkse groei komt daarmee uit op 3,20%, hetgeen hoger is dan het landelijk jaarlijks gemiddelde over deze periode (2,04%). Vergeleken met de census van 1995 is het aantal mensen met 7.466 (29,4%) toegenomen.

De bevolkingsdichtheid van Aleosan was ten tijde van de laatste census, met 32.874 inwoners op 225,44 km², 112,7 mensen per km².